# Roscidotoga callicomae
Roscidotoga callicomae là một loài bướm đêm thuộc họ Nepticulidae. Nó được tìm thấy dọc theo tây nam bờ biển của New South Wales.
Ấu trùng ăn Callicoma serratifolia. Chúng ăn lá nơi chúng làm tổ.